# Pleurón (mytologie)
Pleurón (starořecky Πλευρών) je v řecké mytologii syn aitólskeho krále Aitola a jeho manželky Pronoé.
Pleurón se svým bratrem Kalydónem založili v Aitólii města, která byla pojmenována po nich. Manželkou Pleuróna se stala Xanthippa, dcera Dóra a porodila mu syna Agénora a dcery Steropu, Stratoniké a Laofontu.
Pleurón byl ve Spartě uctíván jako héros, protože ho považovali za předka Lédy, manželky spartského krále Tyndarea.